# NGC 7558
NGC 7558 is een elliptisch sterrenstelsel in het sterrenbeeld Pegasus. Het hemelobject werd op 3 november 1864 ontdekt door de Duitse astronoom Albert Marth.

## Synoniemen
- MCG 3-59-16
- HCG 93E
- NPM1G +18.0584
- PGC 70844